# 민원식 (1962년)
민원식(閔源植, 1962년 12월 10일 ~ )은 대한민국의 기업인이다. 한라중공업 법정관리실장 및 한라그룹에서 분리된 위니아만도의 기획실장, 최고재무책임자를 거쳐, 위니아만도의 대표이사 사장을 역임하였다. 2015년 고려제강그룹의 관계사인 중견기업 고려용접봉(KISWEL LTD) 전략기획실장 겸 해외사업총괄 사장으로 초빙된 후, 2020년 대표이사 사장으로 승진하였으며 2025년 3월 이후 현재에 이르기까지 지주회사인 KISWEL HOLDINGS를 포함, KISWEL, 삼화스틸, 고려열연 등 관계사까지 총괄하는 대표이사 부회장으로 재직하고 있다.

## 약력

### 경력
- 한라중공업 법무담당자
- 한라중공업 법정관리실 실장
- 1999년 위니아만도 이사[1]
- 1999년 ~ 2001년 위니아만도 기획담당 이사
- 2001년 11월 20일 만도공조 상무[2][3]
- 2002년 ~ 2004년 위니아만도 기획실장
- 2004년 ~ 2007년 위니아만도 기획재무본부 본부장
- 2005년 1월 2일 ~ 위니아만도 전무이사 겸 최고재무책임자(CFO)[4]
- 2008년 (주)엠피씨 사외이사[5]
- 2008년 위니아만도 경영기획실 실장(부사장)
- 2008년 위니아만도 대표이사(사장)
- 2015년 3월 4일 위니아만도 대표이사직 사퇴[6]
- 2015년 KISWEL LTD. 전략기획실장 겸 해외사업총괄 사장
- 2020년 11월 KISWEL LTD. 대표이사 사장
- 2025년 3월~ 현재 KISWEL, 삼화스틸, 고려열연 3사 총괄 대표이사 부회장

### 학력
- 1980년 고려대학교 영문학과 입학
- 1986년 UCLA (미국 캘리포니아대학교 로스엔젤레스 캠퍼스) 경제학과 졸업
- 1988년 미국 카네기멜론대학교 대학원 경영학 석사 (MBA)
- 1991년 UCLA (미국 캘리포니아대학교 로스엔젤레스 캠퍼스) 로스쿨 (미국 캘리포니아주 변호사)

## 가족 관계
- 장인 : 강정현(康井鉉, ? - 1999년 5월 22일), 기업인
  - 처남 : 강성수(康聖洙), 외과의사
  - 처남 : 강인수(康仁洙), 교수